# 4999 MPC
4999 MPC eller 1987 CJ är en asteroid i huvudbältet som upptäcktes den 2 februari 1987 av den belgiske astronomen Eric W. Elst vid La Silla-observatoriet. Den är uppkallad efter Minor Planet Center.
Asteroiden har en diameter på ungefär 12 kilometer och den tillhör asteroidgruppen Eos.